# Палацина (Сијена)
Палацина је насеље у Италији у округу Сијена, региону Тоскана.
Према процени из 2011. у насељу је живело 9 становника. Насеље се налази на надморској висини од 294 м.